# 地震出版社
地震出版社，是国家地震局领导下的中央级专业科技出版社，创建于1976年1月1日。1990年4月迁至北京市海淀区民族学院南路9号。

## 概述
地震出版社的主要任务是出版有关地震和抗震的图书和期刊，包括地震学、地球物理学、地震地质学、地震工程学外，还包括地质学、大地测量学、结构力学等学科。其中预报方面的图书主要内容涉及地球动力学、震源物理、孕震模式、地震活动图象等理论研究成果，以及地磁、地电、道力、地应力、地下水等地晨前兆观测技术和观测资料的分析成果；出版地震工程和工程抗震的理论和实践经验总结，包括工业、民用建筑特种工程的抗震理论、震害分析、抗震设计等，系统地出版中国地震台网的观测报告、地震目录和强震观测记录。《中国地震年鉴》也是常规任务之一。
此外，地震出版社还承担地震系统专业教材的出版。并承担《中国地震》、 《地震地质》、 《地霞地质译丛》、 《中国地震台临时报告》、 《磁暴报告》、《地震地磁观测报告》和《世界地震工程》等刊物的出版任务。
地震出版社设有行政部、总编室（业务部）、财务部、专业图书事业部、证券图书事业部、市场图书事业部、宣传教育中心、发行部及北京向导书刊有限公司等部门和实体。

## 代表作品
- 《中国及邻区地震震中分布图》[7][8]